# Praça do Comércio

Plaza del Comercio.

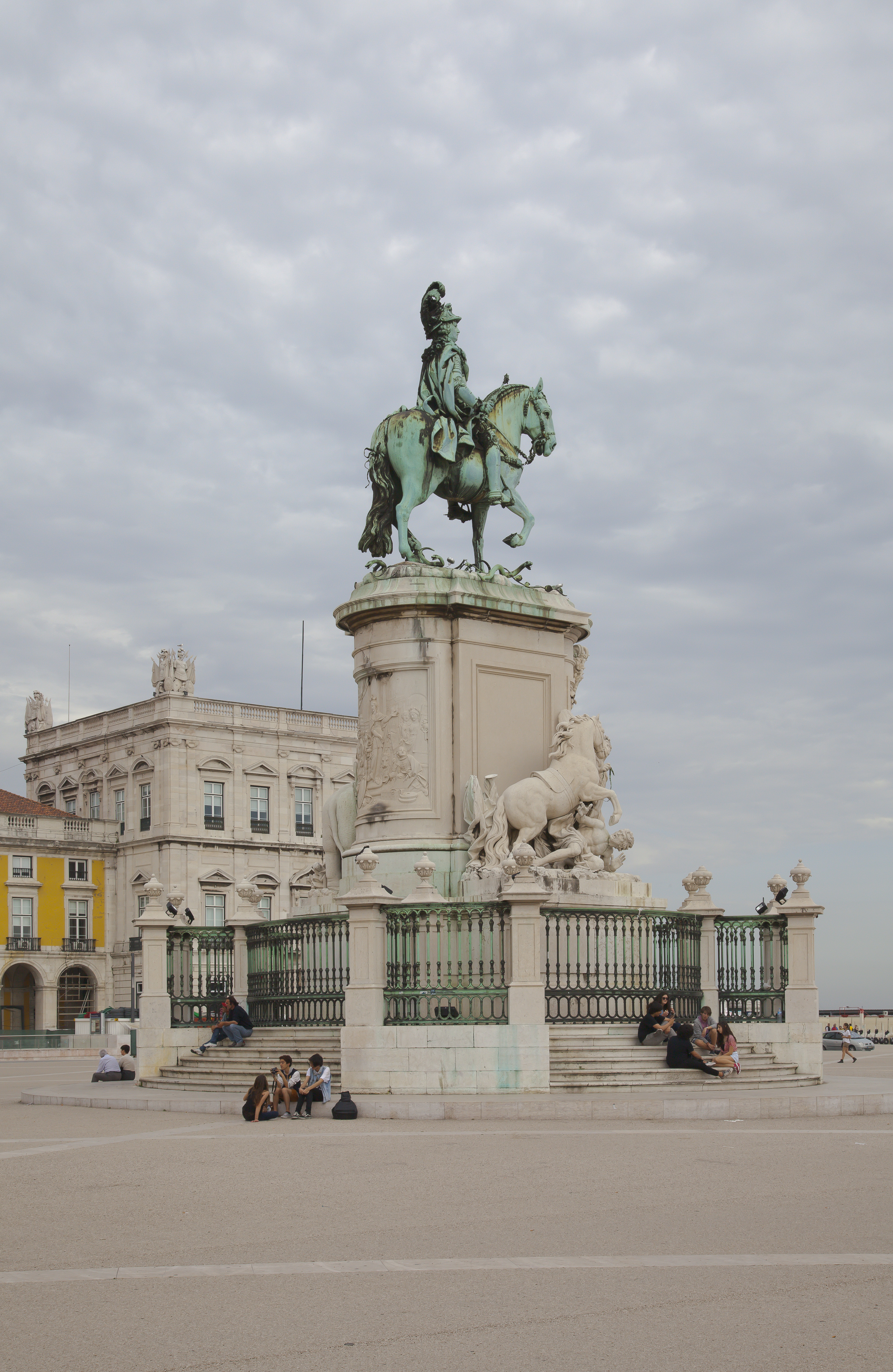
Estatua ecuestre del rey José I, en la Plaza del Comercio.

La Praça do Comércio (Plaza del Comercio, más conocida por Terreiro do Paço) es una de las más importantes plazas de Lisboa. Con una gran vista al estuario del Tajo, es el centro neurálgico de la ciudad. Fue el terreno donde se asentó el Palacio Real de Lisboa durante más de 200 años. 

## Historia
En 1511, el rey Manuel I (r. 1495-1521) cambió su residencia desde el Castillo de San Jorge a este lugar al lado del Tajo. Este palacio, junto con su biblioteca de más de setenta mil volúmenes, fue destruido por el terremoto de Lisboa de 1755. En la reconstrucción, la plaza se convirtió en elemento fundamental de los planes del marqués de Pombal. Los nuevos edificios, con arcadas rodeando la plaza, están ocupados actualmente por ministerios. 
Después de la Revolución de 1910, los edificios fueron pintados de rosa, el color republicano, en contraposición al amarillo real en que estaban pintados. El lado sur, con sus dos torres cuadradas, está mirando al Tajo. Esa fue siempre la mejor entrada de Lisboa, donde llegaban los embajadores y la realeza. Para desembarcar utilizaban unos escalones de mármol. Todavía es posible ver esa entrada a Lisboa. Hoy lo que destaca de la plaza es el intenso tráfico de la avenida de la Ribera, que pasa entre la plaza y el río. En el centro de la plaza se puede ver la estatua ecuestre del rey José I (r. 1750-1777), erigida en 1775 por Machado de Castro, el principal escultor portugués del siglo XVIII. Con el paso de los años, la estatua de bronce ha ido tornándose de color verde, siendo este color el que presenta en la actualidad. En el lado norte de la plaza se encuentra el impresionante Arco Triunfal da Rua Augusta, que es la entrada a la Baixa. 
El 1 de febrero de 1908, el rey Carlos I (r. 1889-1908) y su hijo Luis Felipe fueron atacados cuando atravesaban la plaza. En 1974 la plaza fue el escenario de la Revolución de los Claveles, que derribó el gobierno de Marcelo Caetano. El área fue utilizada como aparcamiento durante muchos años, aunque hoy este vasto espacio es utilizado para eventos culturales y espectáculos.

## Acontecimientos históricos
- Antes del terremoto de 1755, estuvo el Palacio Real, en cuya biblioteca se guardaban 70.000 volúmenes y cientos de obras de arte, incluyendo pinturas de Tiziano, Rubens y Correggio. Todo quedó destruido. También se perdieron los archivos reales con los documentos relativos a la exploración del océano, incluyendo, por ejemplo, cartas numerosas a partir del descubrimiento de Brasil y otros documentos antiguos.

- El 1 de febrero de 1908, el rey Carlos y su hijo Luis Felipe, fueron asesinados cuando pasaron por la plaza.

- El 25 de abril de 1974, la plaza fue testigo de la rebelión del Movimiento de las Fuerzas Armadas, que derrocó al gobierno de Marcelo Caetano y el Estado Nuevo, una revolución sin derramamiento de sangre.

- El 11 de mayo de 2010, el Papa Benedicto XVI en su viaje apostólico a Portugal, celebró una misa en la plaza.